# Тренцано
Тренцано (итал. Trenzano) — коммуна в Италии, располагается в провинции Брешиа области Ломбардия.
Население составляет 5122 человека (на 2004 г.), плотность населения составляет 243 чел./км². Занимает площадь 20 км². Почтовый индекс — 25030. Телефонный код — 030.
Покровителем коммуны почитается святой Готтард, празднование 4 мая.